# Rozbórz
Rozbórz est une localité polonaise de la gmina et du powiat de Przeworsk en voïvodie des Basses-Carpates.